# Неродія флоридська
Неродія флоридська (Nerodia floridana) — неотруйна змія з роду Неродія родини Вужеві. 

## Опис
Загальна довжина коливається від 80 до 140 см, але відомі екземпляри довжиною до 1,9 м. Забарвлення коричневе або зеленувато-оливкове без чітких смуг або плям, іноді зустрічається червонувате забарвлення. На нижній поверхні хвоста є чорні плями. Молоді особини коричнюваті або зеленувато-оливкові з численними — близько 50 — коричневими або чорними плямами по спині й боків, що розташовуються у шаховому порядку.

## Спосіб життя
Полюбляє місцини навколо прісних водоймищ: річок, струмків, озер, ставків і боліт. Зрідка зустрічається в околицях солонуватих морських заток. Харчується рибою та амфібіями. 
Це яйцеживородна змія. Самиця народжує до 15 дитинчат.

## Розповсюдження
Мешкає на південно-сході США: у штатах Південна Кароліна, Флорида та Джорджія.